# Strangalia fujitai
Strangalia fujitai es una especie de escarabajo longicornio del género Strangalia, categorizada en la tribu Lepturini, de la subfamilia Lepturinae. Fue descrita por Shimomura en 1994.

## Descripción
Mide 17,5 mm de longitud.

## Distribución
Se distribuye por China.